# Conselho de Mulheres Líderes Mundiais
O Conselho de Mulheres Líderes Mundiais é uma rede autônoma composta por atuais e ex presidentes e primeiras-ministras mundiais. Foi fundado em 1996 pela islandesa Vigdís Finnbogadóttir, primeira presidente mulher eleita democraticamente, Mary Robinson, presidente da Irlanda à época, e Laura Liswood, palestrante e secretária-geral do Conselho.
Composto por 86 líderes, entre ex-presidentes e primeiras-ministras, o Conselho de Mulheres Líderes Mundiais é a única organização dedicada às mulheres Chefes de Estado. O objetivo da organização é identificar e abordar desafios enfrentados principalmente por mulheres em cargos de liderança e promover o intercâmbio de questões globais, aumentando sua visibilidade.

## Secretariado
- Katrín Jakobsdóttir - Presidente do Conselho (2020 - presente) e primeira-ministra da Islândia (2017 - presente)
- Laura Liswood - Co-fundadora e Secretária-Geral do Conselho (1996 - presente)

## Membros Eméritos
- Vigdís Finnbogadóttir - Fundadora, presidente do Conselho (1996 - 1999) e presidente da Islândia (1980 - 1996)[3]
- Kim Campbell - Presidente do Conselho (1999 - 2003) e primeira e única mulher a ser Primeira-Ministra do Canadá (1993)[3]
- Mary Robinson - Co-fundadora, presidente do Conselho (2003 - 2009) e presidente da Irlanda (1990 - 1997)[3]
- Tarja Halonen - Presidente do Conselho (2009 - 2014) e presidente da Finlândia (2000 - 2012)[3]
- Dalia Grybauskaitė - Presidente do Conselho (2014 - 2019) e presidente da Lituânia (2009 - 2019)[3]
- Kolinda Grabar-Kitarović - Presidente do Conselho (2019 - 2020) e presidente da Croácia (2015 - 2020)[3]